# 甘露 (高昌)
甘露（かんろ）は、高昌において麴光の治世で用いられた年号。525年? - 530年?。

## 西暦・干支との対照表
| 甘露 | 元年  | 2年   | 3年   | 4年   | 5年   | 6年   |
| 西暦 | 525年 | 526年 | 527年 | 528年 | 529年 | 530年 |
| 干支 | 乙巳  | 丙午  | 丁未  | 戊申  | 己酉  | 庚戌  |